# Anapsectra medleri
Anapsectra medleri là một loài côn trùng trong họ Hemerobiidae thuộc bộ Neuroptera. Loài này được Tjeder miêu tả năm 1975.